# Dub u Houšků
Dub u Houšků je památný strom v obci Dobřív jihovýchodně od Rokycan. Přibližně dvěstěletý  dub letní (Quercus robur) roste na dvoře rekreační usedlosti č. e. 95 (na tabulce E95) za areálem památkově chráněné usedlosti "U Kolářů" nedaleko návsi, jižně od říčky Klabavy v nadmořské výšce 420 m. Obvod jeho kmene měří 282 cm a strom dosahuje do výšky 21 m (měření 1994). Chráněn od roku 1985 pro svůj vzrůst a jako krajinná dominanta.

## Stromy v okolí
- Dobřívská lípa
- Dub u Burýšků
- Laiblova lípa
- Alej u náhonu